# Este
|  | Per a altres significats, vegeu «Este (desambiguació)». |

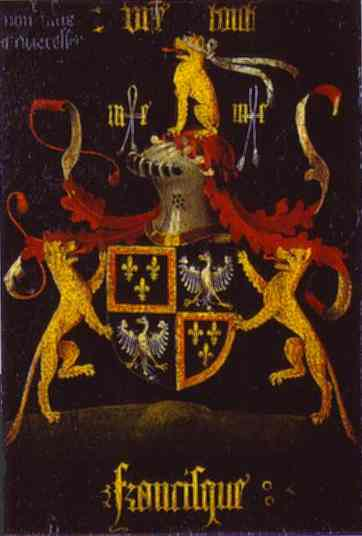
Escut d'armes de Francesc I d'Este. Part posterior del "Retrat de Francesc I d'Este", obra de Roger van der Weyden (V. 1460), situat al Museu Metropolità d'Art de Nova York.

Els Este, també anomenats Dinastia dels Este, Casa d'Este i amb el temps Àustria-Este, fou una família noble italiana que va governar a Ferrara (1240-1597), Mòdena i Reggio (1288-1796), i temporalment de Pàdua, sent uns importants mecenes del Renaixement.
El seu nom, d'origen llombard, deriva de la senyoria d'Este i del castell existent en aquesta població situada prop de Pàdua. Aquesta senyoria posteriorment va esdevenir marquesat, i finalment els seus titulars van assolir el títol ducal l'any 1452.

## Orígens
Enmig de les lluites entre güelfs i gibel·lins en la baixa edat mitjana, els Este aconseguiren obtenir el domini de Ferrara l'any 1240, data en la qual Azzo VII es converteix en podestà de la ciutat, i posteriorment aconseguiren el poder a Mòdena i Reggio (1288). Al tractar-se Ferrara d'un feu papal, els Este es van convertir en vicaris papals el 1332. Sota el regnat de Nicolau III d'Este (1384-1441) Ferrara es converteix en un centre cultural de primer ordre, i amb els seus successors la cort de Ferrara es va convertir en una de les més brillants d'Europa. Finalment l'any 1452 van rebre el títol de duc de Mòdena i Reggio de mans de l'emperador Frederic III del Sacre Imperi Romanogermànic, i el 1471 el títol de duc de Ferrara del papa Pau II.

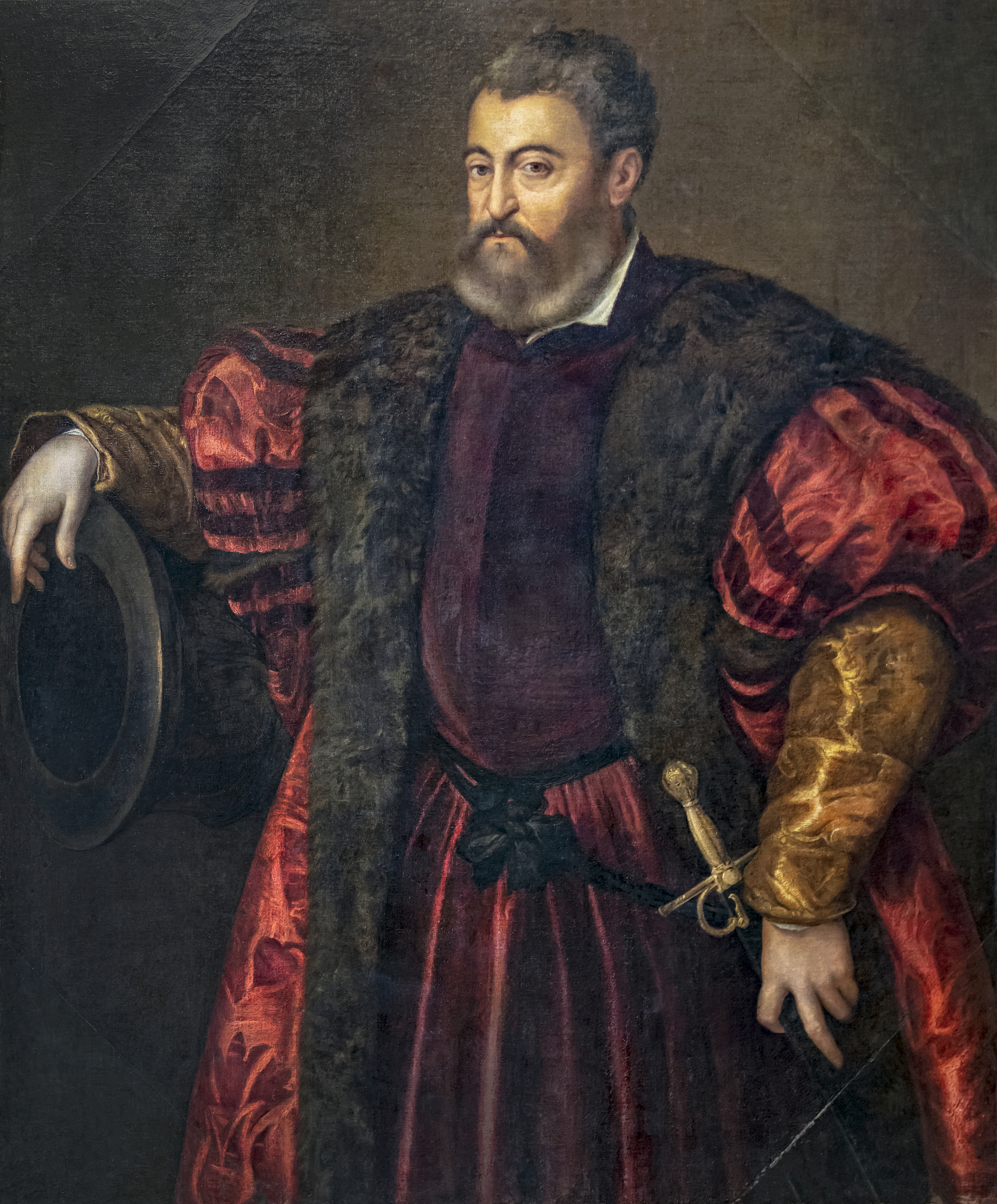
Imatge d'Alfons I d'Este.

Un dels ducs més poderosos fou Alfons I d'Este (1486-1534), duc de Ferrara des de 1505. Aquest fou un ambiciós príncep renaixentista, que va forjar aliances amb França i Espanya en contra del Papat. Va estar casat amb Lucrècia Borja i va crear a Ferrara una esplèndida cort que va atreure a famosos escriptors (Ariosto), poetes (Petrarca) i pintors (Bellini o Ticià). I forjant aliances la seva germana Beatriu es va casar amb Lluís Maria Sforza, duc de Milà (1491). Va entrar inicialment a la Lliga de Cambrai contra Venècia (1508), i va romandre com a aliat de Lluís XII de França fins i tot quan el papa Juli II va haver signat un acord de pau amb Venècia. El papa va declarar perduts els feus dels Este i fins i tot va excomunicar a Alfons (1510). Entre 1526 i 1527 Alfons va participar en l'expedició de l'emperador Carles V del Sacre Imperi Romanogermànic contra el papa Climent VII, el qual l'any 1530 va reconèixer a Alfons com a posseïdor dels ducats en els quals venia governat la família d'Este.
El 1597, la línia directa de successió de la família Este es va acabar. Encara que l'últim duc, Alfons II d'Este va testar a favor del seu cosí, Cèsar I (1533-1628), el papa Climent VIII va refusar reconèixer els drets de Cèsar i va incorporar Ferrara (feu papal) als Estats Pontificis. Encara que l'emperador Rodolf II del Sacre Imperi Romanogermànic va reconèixer els drets de Cèsar sobre Mòdena i Reggio, la pèrdua de Ferrara va fer que els Este perdessin la rellevància política que gaudien fins a aquell moment. Van Continuar regint el ducat de Mòdena i Reggio fins al 1796, quan Napoleó Bonaparte incorporar aquests territoris a la República Cisalpina, després de la signatura del Tractat de Campo Formio. El 1814, com a part de les clàusules del Tractat de Viena, el ducat va ser restaurat sota el net de l'últim duc d'Este, Francesc IV pertanyent a la casa d'Habsburg (començant la breu dinastia Àustria-Este). Aquesta branca menor van ser breument expulsats entre 1831 i 1848, però van retornar àvia, i a conseqüència de la guerra franco-piemontesa contra Àustria el 1859, el duc Francesc V va ser forçat a abandonar el ducat, aquesta vegada permanentment. Al desembre d'aquell any Mòdena es va unir a la Toscana i Parma per a constituir les Províncies Unides d'Itàlia Central, que van ser annexionades al Regne de Sardenya-Piemont al març de 1860, com una part del procés de la unificació italiana.
A la mort de l'últim duc Francesc V el 1875, el seu títol va passar per testament a l'arxiduc Francesc Ferran d'Àustria, aleshores encara no hereu del tron austrohongarès, amb la condició, entre d'altres, que la casa d'Austra-Este es mantingués separada permanentment de la casa mare dels Habsburg-Lorena, conservant en el nom la gloriosa memòria dels avantpassats italians d'Este.

## Genealogia
- Bonifaci I, comte de Lucca mort + abans del 785
- Bonifaci II comte de Lucca, marquès de Toscana i prefecte de Còrsega, mort + 5 d'octubre del 823
  - Berald o Berenguer, + 830
  - Bonifaci III, 823-847, marquès de Toscana, comte de Lucca i prefecte de Còrsega
    - Adalbert I, 847-892, marquès de Toscana, comte de Lucca i prefecte de Còrsega = casat amb Rotilda de Spoleto
      - Adalbert el Ric 892-17 d'agost o 19 de setembre del 915, marquès de Toscana, comte de Lucca i prefecte de Còrsega, casat (898) amb Berta de Lorena (+ 9 de març del 925) que ja tenia dos fills de Teobald d'Arle (1, 2)
        - (1) Bosó de Toscana 931-936, marquès de Toscana, casat amb Wil·la de Burgúndia (esposa de Berenguer II d'Itàlia)
        - (2) Hug d'Arle, comte d'Arle (925-947); rei de Provença (911-933) i rei d'Itàlia (926-946).
        - Guiu 915-929, marquès de Toscana, comte de Lucca i prefecte de Còrsega[1]
          - Adalbert III marquès i comte de Milà vers 929 o 931-962
            - Obert I, marquès i comte de Milà 962-994, casat amb Alda, filla d'Otó I emperador[2]
              - Obert II, marquès i comte de Milà, comte de Luni, Tortona i Gènova, senyor d'Este 994-1013, casat amb Eria Guiscardo
                - Albert Azzo I, marquès i comte de Milà, comte de Luni, Tortona i Gènova, senyor d'Este 1013-1029
                  - Albert Azzo II, marquès de Milà i Ligúria, senyor d'Este, Rovigo, Lunigiana, Monselice, Montagnana, Gavello i Pàdua 1013-1029, casat 1) amb Cunegunda germana de Güelf III comte d'Altdorf, i 2) Garsenda, filla de Herbert II comte de Maine
                    - Güelf (d'1), casat amb Etelina de Nordheim, comte d'Altdorf[3] i duc de Baviera 1071-1101
                    - Folc I (de 2), marquès de Milà i Ligúria, senyor d'Este, Rovigo, Lunigiana, Monselice, Montagnana, Gavello i Pàdua 1097-1136
                      - Bonifaci (+1163), marquès 1136-1163
                      - Obizzo I, marquès de Milà i Ligúria, senyor d'Este, Rovigo, Lunigiana, Monselice, Montagnana, vicari imperial de la Marca de Treviso, cap dels güelfs de la Marca de Verona, 1136-1194
                        - Azzo V (+1193, abans que el seu pare)
                          - Azzo VI, casat amb Leonor, marquès d'Ancona, senyor d'Este, de Ferrara (1196-1212) i Pàdua (1199-1212)
                            - Aldobrandino I, marquès d'Este i d'Ancona, senyor de Ferrara 1212-1215[4]
                              - Beatriu (+1245) que fou la tercera esposa d'Andreu II d'Hongria

                            - Azzo el Jove, casat amb Matilde Pallavicino, senyor de Ferrara 1215-1222 i senyor de Ferrara i marquès d'Este 1239-1264[5]
                              - Renau o Renaldo (+1231) casat amb Adelaida de Omara. Mort sense fills legitims, la successió va correspondre al seu fill il·legitim Obizzo II (vegeu branca bastarda).
                              - Constança, casada 1) Umbert, i 2) Guillem Pallavicino

                        - Bonifaci (+1214)

                      - Folc II (+1178), marquès 1136-1178
                      - Albert (1184), marquès 1136-1184
                      - Azzo IV (+1184), marquès 1136-1184

                    - Hug II, comte de Maine[6]
                      - Azzo III (+1142)
                      - Tancred (+1146)
                        - Tancred (+ sense successio)

                      - Robert (+1121)

                - Hug I, marquès amb terres a Parma, Piacenza, Pavia i Cremona
                - Adalbert, marquès
                - Guiu, marquès
                - Berta, casada amb Ulric Manfred II (+1034) comte de Torí i marquès de Susa

        - Lambert 929-931, marquès de Toscana, comte de Lucca i prefecte de Còrsega[7]
        - Emergarda

## Branca bastarda
- Obizzo II, senyor de Ferrara, marquès d'Este, 1288 senyor de Mòdena, 1290 senyor de Reggio, 1264-1293, casat amb Jacobina Fieschi (+1287) i amb Constança della Scala (+1306)
  - Azzo VIII d'Este, 1293-1308, senyor de Ferrara, marquès d'Este, senyor de Mòdena, senyor de Reggio, casat amb Joana Orsini, i amb Beatriu d'Anjou 
    - Fresco 1308[8]
      - Folc, renuncia a Ferrara en favor de Venècia 1308

  - Aldobrandino II Este, 1309,[9] senyor de Ferrara, casat amb Alda Rangone
    - Renau d'Este (+1335), consenyor de Ferrara 1317-1335, senyor de Mòdena
      - Beatriu, casada amb Jacob príncep d'Acaia i senyor de Piemont, i amb el seu oncle Nicolau

    - Nicolau I d'Este, consenyor de Ferrara 1317-1344
    - Obizzo III d'Este, senyor de Mòdena 1336-1352, senyor de Ferrara 1344-1352, senyor de Parama 1344-1346,[10] va deixar un fill bastard de la seva unió il·legítima amb Pipa Ariasti amb la que es va casar (+1347)
      - Aldobrandino III Este, senyor de Ferrara y Mòdena 1352-1361, casat amb Beatriu de Camerino (+1388)
        - Obizzo (+1388)[11]
        - Verde (+1400) casada amb el duc Ludivic de Teck

      - Nicolau II d'Este, casat amb Verde della Scala (+1344), senyor de Ferrara i Mòdena 1361-1388
        - Tadea (+1405) casada amb Francesc II senyor de Pàdua

      - Albert d'Este 1388, senyor de Ferrara i Mòdena, casat amb Joana Roberti, va deixar un fill de la seva amistançada Isotla Albaresani
        - Nicolau III d'Este 1388-1441, senyor de Ferrara i Mòdena,[12] casat amb Gugliota de Carrara (1) filla sel senyor de Pàdua (+1416), amb Laura Parisina (2) filla del senyor de Cesena (+1425 decapitada per adulteri amb el seu fillastre Hug) i (3) amb Ricarda de Saluzzo (+1474), i va tenir nombroses amants entre les quals Stella Tolomei (4) que li va donar vuit fills.
        - Alberto Carlos (de 2) Albert Carles
        - Margarita (de 2), casada amb Galeotto II Roberto Malatesta senyor de Rimini
        - Hèrcules I d'Este (de 3), duc de Mòdena i Reggio i duc de Ferrara 1471-1505, casat amb Leonor de Nàpols filla del rei de Nàpols (+1493)
          - Alfons I d'Este, duc de Mòdena i Reggio i duc de Ferrara 1505-1534,[13] casat amb (1) Anna Sforza, (2) Lucrècia Borja, i (3) Laura Eustàquia Diante
            - Hèrcules II d'Este (d'1), duc de Mòdena i Reggio, i duc de Ferrara 1534-1559, casat amb Renata, filla de Lluís XII de França
              - Alfons II d'Este (+1597) duc de Mòdena i Reggio i duc de Ferrara 1559-1597, casat (1) amb Lucrècia de Medicis (+1561), (2) amb Bàrbara d'Àustria (+1572) i (3) amb Margarita Gonzaga filla del duc de Màntua (+1618)
              - Lluís, cardenal (mort 1586)
              - Anna (+1687), casada amb Francesc de Lorena duc de Guisa i amb Jacob de Savoia, duc de Nemours
              - Lucrècia (+1598) casada amb Francesc II della Rovere, duc d'Urbino
              - Leonor (+1581)

            - Hipolit (de 2), cardenal (+1572)
            - Francesc (de 2), marquès de Massa Lombarda i general de Carles V (+1578)
            - Alfons (de 3), marques de Montechimo 1562-1587, general de Carles V, casat amb Júlia della Rovere filla del duc d'Urbino
              - Cèsar I de Mòdena, duc de Mòdena i Reggio 1597-1628, duc de Ferrara 1597-1598,[14] casat amb Virgínia de Medicis, filla de Cosme I de Toscana
                - Alfons III de Mòdena i Reggio, 1628-1629[15]
                  - Francesc I de Mòdena 1629-1658, casat amb (1) Maria Farnesi filla del duc de Parma (+1646), amb Victòria Farensi (2), germana de l'anterior (+1644) i (3) amb Lucrècia Barberini (+1699)
                    - Alfons IV de Mòdena (d'1), duc de Mòdena i Reggio 1658-1662, casat amb Laura Martinozzi
                      - Francesc II de Mòdena, duc de Mòdena i Reggió 1662-1694, casat amb Margarita Farnesi
                      - Maria Beatriu (+1718), casada amb el rei Jacob II d'Anglaterra

                    - Aimeric (d'1) (+1660)
                    - Isabel (d'1) (+1666), duquessa de Parma[16]
                    - Maria (d'1) duquessa de Parma (+1684)
                    - Leonor (d'1) (+1722)
                    - Renau o Reinaldo I de Mòdena (de 3) duc de Modena i Reggio 1694-1737,[17] casat amb Carlota Felicitat
                      - Francesc III de Mòdena, duc de Mòdena i Reggio 1737-1780, casat amb Carlota Acgle filla del duc d'Orleans (+1761), amb Teresa Castellbarco (+1768), i amb Renata Teresa comtessa de Harrach (+1788)
                        - (fill bastard:) Francesc Maria abat de Nonantola
                        - (d'1) Maria Teresa Felicitat, casada amb Lluís Joan Maria de Borbó, duc de Penthievre
                        - (d'1) Hèrcules III de Mòdena (Hèrcules Renau) duc de Mòdena i Reggio 1780-1796 (+1803),[18] casat (1) amb Maria Teresa (+1790), filla d'Alberic II Cibo-Malaspina, duc de Massa i príncep de Carrara; i en segones noces (2) amb Clara Marini
                          - Maria Beatriu (d'1) hereva de Massa i Carrara, casada amb l'arxiduc Ferran d'Àustria-Este,[19] fill de l'emperador Francesc I i de Maria Teresa I d'Àustria.
                            - Francesc IV d'Àustria-Este (+1846), primer duc d'Àustria-Este 1814-1846
                              - Francesc V d'Àustria-Este (+1875), l'últim duc de Mòdena 1846-1859

                          - (fill bastard) Hèrcules, marquès de Scandiano

                        - Matilde (+1803)
                        - Maria Fortunata (+1803) casada amb Lluís Francesc Josep de Borbó, comte de la Marca i príncep de Conti

                      - Beneta Ernesta (+1777)
                      - Amèlia Josefina
                      - Enriqueta (+1777), casada amb Antoni Farnesi duc de Parma i amb Leopold de Hessen-Darmstadt

                  - Obizzo, bisbe i cardenal
                  - Cèsar
                  - Carles Alexandre
                  - Renau, militar i després cardenal
                  - Filibert (+1645)
                  - Margarita (+1692) casada amb Ferran III Gonzaga duc de Guastalla
                  - Anna Beatriu, casada amb Alexandre Pio duc de la Mirandola
                  - Catalina

                - Lluís marqueès de Scandiano
                  - Hipòlita, casada amb el seu oncle Borso

                - Hipolit
                - Nicolau
                - Borso, casat amb la seva neboda Hipolita
                - Foresio
                - Júlia
                - Laura (+1630), casada amb Alexandre Pio, marquès de Concòrdia i duc de la Mirandola
                - Angela Catalina

          - Ferran (+1540)
          - Hipolit (cardenal)
          - Beatriu, esposa de Ludovic Visconti conegut com a Ludovic el Moro
          - Isabel, casada amb Francesc II Gonzaga, marquès de Mantua
          - Juli (+1561)
          - Lucrècia, casada amb Anníbal Bentivoglio

        - Segimon (de 3), origen dels marquesos de San Martino
        - Hug (de 4) (+1425 executat per adulteri amb la seva madrastra)
        - Leonello d'Este o Lionel Este, senyor de Ferrara i duc de Mòdena 1441-1450, casat amb Margarita de Mantua i amb Maria filla del rei de Catalunya i Aragó
          - Nicolau (fill de Margarita), decapitat per rebel el 1476

        - Borso I d'Este (de 4), primer duc de Mòdena i Reggio,[20] senyor de Ferrara (duc el 1471),[21] 1450-1471[22]
        - Renau (de 4)
        - Albert (de 4)
        - Ginevra (+1440) casada amb Segimon Pandolf Malatesta de Rimini
        - Llúcia (+1437), casada amb Carlo Gonzaga
        - Blanca Maria (+1506), casada amb Galeotto Pico de la Mirandola

      - Folc
      - Hug
      - Alda, casada amb Lluís II Gonzaga, senyor de Mantua
      - Beatriu, casada amb Waldemar, príncep d'Anhalt-Dessau
      - Lisa (+1402), casada amb Guiu III senyor de Ravenna
      - Constança, casada amb Ferrante Malatesta senyor de Rimini

  - Beatriu, casada amb Renat Scoto, amb Nino Visconti de Pisa i amb Galeazzo Visconti de Milà
  - Francesc
    - Obizzo
      - Francesc, al servei de Milà
        - Azzo (intent frustrat d'ocupar Ferrara)
          - Tadeu (+1448)
            - Tadeu (+1463)

## Marquesos de San Martino
- Segimon (+1507)
  - Felip (+1592)
    - Carles Filibert I 1592-1625
      - Segimon 1625-?
        - Carles Filibert II, darrer marquès mort sense descendencia masculina
          - Anna Ricarda (+1752), casada amb Alberic Barbiano de Belgioso
          - Mariana

        - Matilde

    - Segimon (+1628), marquès de Lanzo > casa dels marquesos de Lanzo